# Children of Bodom/Diskografie
Diese Diskografie ist eine Übersicht über die musikalischen Werke der finnischen Metal-Band Children of Bodom. Den Schallplattenauszeichnungen zufolge hat sie bisher mehr als 240.000 Tonträger verkauft, davon alleine in ihrer Heimat über 230.000. Ihre erfolgreichste Veröffentlichung ist das Album Hatebreeder mit über 30.000 verkauften Einheiten.

## Alben

### Studioalben
| Jahr | Titel Musiklabel                              | Höchstplatzierung, Gesamtwochen, AuszeichnungChartplatzierungen (Jahr, Titel, Musiklabel, Platzierungen, Wochen, Auszeichnungen, Anmerkungen) | Höchstplatzierung, Gesamtwochen, AuszeichnungChartplatzierungen (Jahr, Titel, Musiklabel, Platzierungen, Wochen, Auszeichnungen, Anmerkungen) | Höchstplatzierung, Gesamtwochen, AuszeichnungChartplatzierungen (Jahr, Titel, Musiklabel, Platzierungen, Wochen, Auszeichnungen, Anmerkungen) | Höchstplatzierung, Gesamtwochen, AuszeichnungChartplatzierungen (Jahr, Titel, Musiklabel, Platzierungen, Wochen, Auszeichnungen, Anmerkungen) | Höchstplatzierung, Gesamtwochen, AuszeichnungChartplatzierungen (Jahr, Titel, Musiklabel, Platzierungen, Wochen, Auszeichnungen, Anmerkungen) | Höchstplatzierung, Gesamtwochen, AuszeichnungChartplatzierungen (Jahr, Titel, Musiklabel, Platzierungen, Wochen, Auszeichnungen, Anmerkungen) | Anmerkungen                              |
| Jahr | Titel Musiklabel                              | DE | AT | CH | UK | US | FI | Anmerkungen                              |
| ---- | --------------------------------------------- | --- | --- | --- | --- | --- | --- | ---------------------------------------- |
| 1997 | Something Wild Spinefarm Records              | — | — | — | — | — | FI20 Gold · (12 Wo.)FI | Erstveröffentlichung: 16. November 1997  |
| 1999 | Hatebreeder Spinefarm Records                 | DE76 (1 Wo.)DE | — | — | — | — | FI6 Gold · (8 Wo.)FI | Erstveröffentlichung: 26. April 1999     |
| 2000 | Follow the Reaper Spinefarm Records           | DE46 (2 Wo.)DE | AT38 (3 Wo.)AT | — | — | — | FI3 Gold · (5 Wo.)FI | Erstveröffentlichung: 30. Oktober 2000   |
| 2003 | Hate Crew Deathroll Spinefarm Records         | DE45 (3 Wo.)DE | — | — | — | — | FI1 Gold · (9 Wo.)FI | Erstveröffentlichung: 6. Januar 2003     |
| 2005 | Are You Dead Yet? Spinefarm Records           | DE16 (2 Wo.)DE | AT42 (2 Wo.)AT | CH79 (2 Wo.)CH | — | US195 (1 Wo.)US | FI1 Gold · (10 Wo.)FI | Erstveröffentlichung: 14. September 2005 |
| 2008 | Blooddrunk Spinefarm Records                  | DE10 (5 Wo.)DE | AT19 (5 Wo.)AT | CH50 (3 Wo.)CH | UK44 (1 Wo.)UK | US22 (4 Wo.)US | FI1 Gold · (20 Wo.)FI | Erstveröffentlichung: 9. April 2008      |
| 2011 | Relentless Reckless Forever Spinefarm Records | DE20 (3 Wo.)DE | AT29 (2 Wo.)AT | CH43 (2 Wo.)CH | UK71 (1 Wo.)UK | US42 (2 Wo.)US | FI1 Gold · (9 Wo.)FI | Erstveröffentlichung: 4. März 2011       |
| 2013 | Halo of Blood Nuclear Blast                   | DE18 (3 Wo.)DE | AT28 (1 Wo.)AT | CH24 (1 Wo.)CH | — | US54 (1 Wo.)US | FI2 (17 Wo.)FI | Erstveröffentlichung: 11. Juni 2013      |
| 2015 | I Worship Chaos Nuclear Blast                 | DE20 (1 Wo.)DE | AT36 (1 Wo.)AT | CH26 (2 Wo.)CH | — | US92 (1 Wo.)US | FI1 (10 Wo.)FI | Erstveröffentlichung: 2. Oktober 2015    |
| 2019 | Hexed Nuclear Blast                           | DE9 (2 Wo.)DE | AT15 (1 Wo.)AT | CH14 (2 Wo.)CH | — | — | FI1 (7 Wo.)FI | Erstveröffentlichung: 8. März 2019       |

### Livealben
| Jahr | Titel Musiklabel                                                                                | Höchstplatzierung, Gesamtwochen, AuszeichnungChartplatzierungen (Jahr, Titel, Musiklabel, Platzierungen, Wochen, Auszeichnungen, Anmerkungen) | Höchstplatzierung, Gesamtwochen, AuszeichnungChartplatzierungen (Jahr, Titel, Musiklabel, Platzierungen, Wochen, Auszeichnungen, Anmerkungen) | Höchstplatzierung, Gesamtwochen, AuszeichnungChartplatzierungen (Jahr, Titel, Musiklabel, Platzierungen, Wochen, Auszeichnungen, Anmerkungen) | Höchstplatzierung, Gesamtwochen, AuszeichnungChartplatzierungen (Jahr, Titel, Musiklabel, Platzierungen, Wochen, Auszeichnungen, Anmerkungen) | Höchstplatzierung, Gesamtwochen, AuszeichnungChartplatzierungen (Jahr, Titel, Musiklabel, Platzierungen, Wochen, Auszeichnungen, Anmerkungen) | Höchstplatzierung, Gesamtwochen, AuszeichnungChartplatzierungen (Jahr, Titel, Musiklabel, Platzierungen, Wochen, Auszeichnungen, Anmerkungen) | Anmerkungen                                                                                                  |
| Jahr | Titel Musiklabel                                                                                | DE | AT | CH | UK | US | FI | Anmerkungen                                                                                                  |
| ---- | ----------------------------------------------------------------------------------------------- | --- | --- | --- | --- | --- | --- | --- |
| 1999 | Tokyo Warhearts – Live in Japan Spinefarm Records                                               | — | — | — | — | — | FI13 (4 Wo.)FI | Erstveröffentlichung: 11. Oktober 1999; 1999 auf Platz 33 Höchstplatzierung bei Wiedereintritt Woche 42/2021 |
| 2006 | Chaos Ridden Years – Stockholm Knockout Spinefarm Records                                       | DE75 (1 Wo.)DE | — | — | — | — | FI28 (2 Wo.)FI | Erstveröffentlichung: 11. Oktober 2006                                                                       |
| 2023 | A Chapter Called Children of Bodom – The Final Show in Helsinki Ice Hall 2019 Spinefarm Records | DE98 (1 Wo.)DE | — | — | — | — | FI1 (2 Wo.)FI | Erstveröffentlichung: 15. Dezember 2023                                                                      |

### Kompilationen
| Jahr | Titel Musiklabel                                                   | Höchstplatzierung, Gesamtwochen, AuszeichnungChartplatzierungen (Jahr, Titel, Musiklabel, Platzierungen, Wochen, Auszeichnungen, Anmerkungen) | Höchstplatzierung, Gesamtwochen, AuszeichnungChartplatzierungen (Jahr, Titel, Musiklabel, Platzierungen, Wochen, Auszeichnungen, Anmerkungen) | Höchstplatzierung, Gesamtwochen, AuszeichnungChartplatzierungen (Jahr, Titel, Musiklabel, Platzierungen, Wochen, Auszeichnungen, Anmerkungen) | Höchstplatzierung, Gesamtwochen, AuszeichnungChartplatzierungen (Jahr, Titel, Musiklabel, Platzierungen, Wochen, Auszeichnungen, Anmerkungen) | Höchstplatzierung, Gesamtwochen, AuszeichnungChartplatzierungen (Jahr, Titel, Musiklabel, Platzierungen, Wochen, Auszeichnungen, Anmerkungen) | Höchstplatzierung, Gesamtwochen, AuszeichnungChartplatzierungen (Jahr, Titel, Musiklabel, Platzierungen, Wochen, Auszeichnungen, Anmerkungen) | Anmerkungen                                         |
| Jahr | Titel Musiklabel                                                   | DE | AT | CH | UK | US | FI | Anmerkungen                                         |
| ---- | ------------------------------------------------------------------ | --- | --- | --- | --- | --- | --- | --------------------------------------------------- |
| 2009 | Skeletons in the Closet Spinefarm Records                          | DE78 (1 Wo.)DE | AT63 (1 Wo.)AT | — | — | US81 (1 Wo.)US | FI9 (4 Wo.)FI | Erstveröffentlichung: 22. September 2009 Coveralbum |
| 2012 | Holiday at Lake Bodom (15 Years of Wasted Youth) Spinefarm Records | — | — | — | — | — | FI12 (6 Wo.)FI | Erstveröffentlichung: 22. Mai 2012                  |

Weitere Kompilationen
- 2003: Bestbreeder (Best of, nur in Japan veröffentlicht)

### EPs
| Jahr | Titel Musiklabel                            | Höchstplatzierung, Gesamtwochen, AuszeichnungChartplatzierungen (Jahr, Titel, Musiklabel, Platzierungen, Wochen, Auszeichnungen, Anmerkungen) | Höchstplatzierung, Gesamtwochen, AuszeichnungChartplatzierungen (Jahr, Titel, Musiklabel, Platzierungen, Wochen, Auszeichnungen, Anmerkungen) | Höchstplatzierung, Gesamtwochen, AuszeichnungChartplatzierungen (Jahr, Titel, Musiklabel, Platzierungen, Wochen, Auszeichnungen, Anmerkungen) | Höchstplatzierung, Gesamtwochen, AuszeichnungChartplatzierungen (Jahr, Titel, Musiklabel, Platzierungen, Wochen, Auszeichnungen, Anmerkungen) | Höchstplatzierung, Gesamtwochen, AuszeichnungChartplatzierungen (Jahr, Titel, Musiklabel, Platzierungen, Wochen, Auszeichnungen, Anmerkungen) | Höchstplatzierung, Gesamtwochen, AuszeichnungChartplatzierungen (Jahr, Titel, Musiklabel, Platzierungen, Wochen, Auszeichnungen, Anmerkungen) | Anmerkungen                                                           |
| Jahr | Titel Musiklabel                            | DE | AT | CH | UK | US | FI | Anmerkungen                                                           |
| ---- | ------------------------------------------- | --- | --- | --- | --- | --- | --- | --------------------------------------------------------------------- |
| 2004 | Trashed, Lost & Strungout Spinefarm Records | DE89 (2 Wo.)DE | — | — | — | — | FI1 Gold · (21 Wo.)FI | Erstveröffentlichung: 6. Oktober 2004 Platzierung in den Singlecharts |

Weitere EPs
- 2005: In Your Face (DVD-EP)
- 2008: Hellhounds on My Trail (nur im UK und in Finnland veröffentlicht)

## Singles
| Jahr | Titel Album                                  | Höchstplatzierung, Gesamtwochen, AuszeichnungChartplatzierungen (Jahr, Titel, Album, Platzierungen, Wochen, Auszeichnungen, Anmerkungen) | Höchstplatzierung, Gesamtwochen, AuszeichnungChartplatzierungen (Jahr, Titel, Album, Platzierungen, Wochen, Auszeichnungen, Anmerkungen) | Höchstplatzierung, Gesamtwochen, AuszeichnungChartplatzierungen (Jahr, Titel, Album, Platzierungen, Wochen, Auszeichnungen, Anmerkungen) | Höchstplatzierung, Gesamtwochen, AuszeichnungChartplatzierungen (Jahr, Titel, Album, Platzierungen, Wochen, Auszeichnungen, Anmerkungen) | Höchstplatzierung, Gesamtwochen, AuszeichnungChartplatzierungen (Jahr, Titel, Album, Platzierungen, Wochen, Auszeichnungen, Anmerkungen) | Höchstplatzierung, Gesamtwochen, AuszeichnungChartplatzierungen (Jahr, Titel, Album, Platzierungen, Wochen, Auszeichnungen, Anmerkungen) | Anmerkungen                                                      |
| Jahr | Titel Album                                  | DE | AT | CH | UK | US | FI | Anmerkungen                                                      |
| ---- | -------------------------------------------- | --- | --- | --- | --- | --- | --- | ---------------------------------------------------------------- |
| 1998 | Children of Bodom Hatebreeder                | — | — | — | — | — | FI1 Gold · (13 Wo.)FI | Erstveröffentlichung: 1998 Split-Single mit Cryhavoc und Wizzard |
| 1999 | Downfall Hatebreeder                         | — | — | — | — | — | FI1 Gold · (11 Wo.)FI | Erstveröffentlichung: November 1999                              |
| 2000 | Hate Me! Follow the Reaper                   | — | — | — | — | — | FI1 Platin · (15 Wo.)FI | Erstveröffentlichung: Mai 2000                                   |
| 2002 | You’re Better Off Dead! Hate Crew Deathroll  | — | — | — | — | — | FI1 Gold · (15 Wo.)FI | Erstveröffentlichung: 13. September 2002                         |
| 2005 | In Your Face Are You Dead Yet?               | — | — | — | — | — | FI1 Gold · (17 Wo.)FI | Erstveröffentlichung: 17. August 2005                            |
| 2008 | Blooddrunk                                   | — | — | — | UK78 (1 Wo.)UK | — | FI1 (6 Wo.)FI | Erstveröffentlichung: 27. Februar 2008                           |
| 2008 | Hellhounds on My Trail Blooddrunk            | — | — | — | — | — | FI8 (3 Wo.)FI | Erstveröffentlichung: 9. Juni 2008                               |
| 2011 | Was It Worth it? Relentless Reckless Forever | — | — | — | — | — | FI6 (1 Wo.)FI | Erstveröffentlichung: 23. Februar 2011                           |

Weitere Singles
- 1997: The Carpenter (Splitsingle mit Nightwish und Thy Serpent)
- 2003: Needled 24/7
- 2008: Smile Pretty for the Devil
- 2011: Roundtrip to Hell and Back

## Videoalben und Musikvideos

### Videoalben
- 2004: Trashed, Lost & Strungout (DVD-EP, FI: Gold)
- 2005: In Your Face (DVD-Single)
- 2006: Chaos Ridden Years – Stockholm Knockout Live (Live-DVD, FI: Platin)

### Musikvideos
| Jahr | Titel                       | Regie                        | Album                       |
| ---- | --------------------------- | ---------------------------- | --------------------------- |
| 1998 | Deadnight Warrior           | Ed Grain                     | Something Wild              |
| 1999 | Downfall                    | Ed Grain                     | Hatebreeder                 |
| 2000 | Everytime I Die             | Tuukka Temonen               | Follow the Reaper           |
| 2003 | Needled 24/7                | Pasi Takula                  | Hate Crew Deathroll         |
| 2003 | Sixpounder                  | Ed Grain                     | Hate Crew Deathroll         |
| 2004 | Trashed, Lost and Strungout | Patric Ullaeus               | Are You Dead Yet?           |
| 2005 | In Your Face                | Sandra Marschner             | Are You Dead Yet?           |
| 2006 | Are You Dead Yet?           | Ralf Strathmann              | Are You Dead Yet?           |
| 2008 | Blooddrunk                  | Sandra Marschner             | Blooddrunk                  |
| 2008 | Hellhounds on My Trail      | Sandra Marschner             | Blooddrunk                  |
| 2008 | Smile Pretty for the Devil  | Sandra Marschner             | Blooddrunk                  |
| 2009 | Lookin’ Out My Back Door    |                              | Skeletons in the Closet     |
| 2011 | Was It Worth It?            | Dale "Rage" Resteghini       | Relentless Reckless Forever |
| 2011 | Roundtrip to Hell and Back  |                              | Relentless Reckless Forever |
| 2012 | Shovel Knockout             | Jussi Hyttinen               | Relentless Reckless Forever |
| 2013 | Transference                |                              | Halo of Blood               |
| 2015 | Morrigan                    | Patric Ullaeus               | I Worship Chaos             |
| 2019 | Under Glass and Clover      | Yka Jarvinen                 | Hexed                       |
| 2019 | Platitudes and Barren Words | Yka Jarvinen                 | Hexed                       |
| 2019 | Hexed                       | Lucas Cappy & James McIntosh | Hexed                       |

## Sonderveröffentlichungen
Demos
- 1994: Implosion of Heaven (als IneartheD)
- 1995: Ubiquitos Absence of Remission (als IneartheD)
- 1996: Shining (als IneartheD)

## Statistik

### Chartauswertung
|                     | DE     | AT    | CH    | UK    | US    | FI     |
| ------------------- | ------ | ----- | ----- | ----- | ----- | ------ |
| Nummer-eins-Alben   | DE—DE  | AT—AT | CH—CH | UK—UK | US—US | FI8FI  |
| Top-10-Alben        | DE2DE  | AT—AT | CH—CH | UK—UK | US—US | FI12FI |
| Alben in den Charts | DE13DE | AT8AT | CH6CH | UK2UK | US6US | FI16FI |

|                       | DE    | AT    | CH    | UK    | US    | FI    |
| --------------------- | ----- | ----- | ----- | ----- | ----- | ----- |
| Nummer-eins-Singles   | DE—DE | AT—AT | CH—CH | UK—UK | US—US | FI6FI |
| Top-10-Singles        | DE—DE | AT—AT | CH—CH | UK—UK | US—US | FI8FI |
| Singles in den Charts | DE—DE | AT—AT | CH—CH | UK1UK | US—US | FI8FI |

### Auszeichnungen für Musikverkäufe
| Platin-Schallplatte - Kanada - 2009: für das Videoalbum Chaos Ridden Years - Stockholm Knockout Live |

Anmerkung: Auszeichnungen in Ländern aus den Charttabellen bzw. Chartboxen sind in ebendiesen zu finden.
| Land/RegionAuszeichnungen für Musikverkäufe (Land/Region, Auszeichnungen, Verkäufe, Quellen) | Gold       | Platin     | Verkäufe | Quellen         |
| -------------------------------------------------------------------------------------------- | ---------- | ---------- | -------- | --------------- |
| Finnland (IFPI)                                                                              | 13× Gold13 | 2× Platin2 | 230.961  | ifpi.fi FI2     |
| Kanada (MC)                                                                                  | —          | Platin1    | 10.000   | musiccanada.com |
| Insgesamt                                                                                    | 13× Gold13 | 3× Platin3 |          |                 |